# Aeropedellus ningxiaensis
Aeropedellus ningxiaensis är en insektsart som beskrevs av Zheng, Z. 1993. Aeropedellus ningxiaensis ingår i släktet Aeropedellus och familjen gräshoppor. Inga underarter finns listade i Catalogue of Life.